# Clube Desportivo da Huíla
Maillots
Actualités
Le Clube Desportivo da Huíla est un club de football angolais basé à Lubango dans la province de Huíla.

## Histoire
Le club est fondé en 1955, sous la colonisation portugaise, puis après l'indépendance en 1975 il est abandonné. Ce n'est qu'en 1998 qu'il est refondé avec l'appui de l'armée angolaise. Le club a connu deux relégations en deuxième division en 2003 et 2010 et deux retours en première division en 2014 et 2012. Depuis il y est pensionnaire sans jamais avoir gagné un titre, ni championnat ni coupe.
Son plus grand succès est une participation à la Coupe de la confédération 2014 en tant que finaliste de la coupe de l'Angola. Il sera éliminé au second tour par le club tunisien du CA Bizertin.
Le club comprend hors la section de football, des sections basketball, athlétisme, handball et tennis de table.